# Omega1 Cygni
Omega¹ Cygni (ω¹ Cyg) – gwiazda w gwiazdozbiorze Łabędzia. Znajduje się około 909 lat świetlnych od Słońca.

## Nazwa
Gwiazda ma tradycyjną nazwę Ruchba, wywodzącą się z języka arabskiego. Wyrażenie ‏ركبة الدجاجة‎ rukbah al Dajājah oznacza „kolano kury”. Nie należy mylić jej z gwiazdą Delta Cassiopeiae, która od 2016 roku jako jedyna oficjalnie nosi nazwę Ruchba.

## Charakterystyka
Omega¹ Cygni to błękitna gwiazda, podolbrzym należący do typu widmowego B2,5. Jego temperatura jest znana z dużą niepewnością, ale średnio pomiary wskazują, że jest to około 18 500 K, w związku z czym dużą część promieniowania emituje w ultrafiolecie. Będąc odległa od Słońca o ponad 900 lat świetlnych jest przyciemniona przez ośrodek międzygwiazdowy; po uwzględnieniu tych efektów okazuje się 4800 razy jaśniejsza niż Słońce. Gwiazda ma promień 6,8 razy większy niż Słońce i masę 7,5–8 razy większą niż masa Słońca. Opuściła już ciąg główny, ale jeszcze nie stała się czerwonym olbrzymem. Zakończy życie jako masywny biały karzeł. Niewiele wiadomo o tej gwieździe; dawniej była uznawana za gwiazdę zmienną typu Beta Cephei.
Gwiazda ma dwie towarzyszki. Składnik B to gwiazda o wielkości 12,9m, odległa na niebie o 15 sekund kątowych (pomiar z 2013 r.). Jest to gwiazda o masie podobnej do masy Słońca, odległa o co najmniej 4800 au; na podstawie praw Keplera można ocenić okres orbitalny tego układu na co najmniej 8000 lat. Składnik C jest oddalony o 55,8″ (pomiar z 2013 r.) i ma wielkość 11,77m. Ta gwiazda należy prawdopodobnie do typu A i jest kilkakrotnie masywniejsza od Słońca, a centralną parę okrąża w czasie ponad pół miliona lat. Czwarta widoczna w pobliżu gwiazda, składnik D o wielkości 11,99m oddalony od podolbrzyma o 130,9″ (w 2013 r.) wykazuje inny ruch własny i najprawdopodobniej nie jest związany z układem.